# 比尔·肯尼迪
比尔·肯尼迪（英語：Bill Kennedy，1952年10月26日—），加拿大男子游泳运动员，主攻仰泳。他曾代表加拿大参加1972年夏季奥林匹克运动会游泳比赛，获得男子200米仰泳第15名。